# Makoma Lekalakala
Makoma Lekalakala é uma activista sul-africana que é directora da filial de Joanesburgo da Earthlife África. Juntamente com Liz McDaid, ela recebeu o Prémio Ambiental Goldman 2018 para a região africana pelo seu trabalho no uso dos tribunais para impedir um acordo nuclear russo-sul-africano em 2017.